# Batis orientalis
El batis oriental (Batis orientalis) es una especie de ave paseriforme de la familia Platysteiridae propia de África Oriental y el este de África Central.

## Distribución y hábitat
Se lo encuentra en República Centroafricana, Chad, Yibuti, Eritrea, Etiopía, Kenia, Niger, Nigeria, Somalia, Sudán del Sur y Uganda.
Sus hábitats naturales son la sabana seca y los herbazales tropicales.